# HTL Grieskirchen
Die HTL Grieskirchen (HTBLA Grieskirchen) in Grieskirchen, Oberösterreich wurde von 2001 bis 2011 als Privatschule der Stadt Grieskirchen als berufsbildende höhere Schule (HTL) betrieben. Zum Schuljahr 2011/12 wurde sie vom Bund übernommen und seither als Höhere technische Bundeslehranstalt geführt.

## Geschichte

### Altes Schulgebäude
1933 stellte der Stadtpfarrer das katholische Vereinshaus zur Errichtung einer Privatmädchenhauptschule zur Verfügung und im gleichen Jahr wurde nach einigen Adaptierungsarbeiten der Schulbetrieb aufgenommen. Nach dem Anschluss Österreichs an das nationalsozialistische Deutsche Reich 1938 wurde das Gebäude konfisziert und die NSDAP richtete darin die örtliche Kreisleitung ein. Nach dem Krieg bezogen zum Teil die Amerikaner das Gebäude und zum anderen Teil wurde mit einer Klasse der Schulbetrieb wieder aufgenommen. Ab 1949 stand das gesamte Gebäude wieder für den Schulbetrieb zur Verfügung. 1954 erfolgte ein Zubau und in den Jahren 1964, 1987 und 1991 Umbauarbeiten. 1996 wurde die Privatmädchenhauptschule aufgelöst und die Stadt Grieskirchen kaufte das Schulgebäude und erweiterte damit die Hauptschulen und die Berufsrealschule („Poly“). Seit 2001 war auch die neugegründete HTL darin untergebracht.

### Neues Schulzentrum
Die Übersiedlung in das neue Schulzentrum erfolgte in den Semesterferien 2010/11.
Dort befinden sich auch unter anderem die zwei Neuen Mittelschulen und die Polytechnische Schule Grieskirchen. Im Folgejahr wurde sie Bundeslehranstalt.

## Ausbildungszweige
Seit dem Schuljahr 2011/2012 werden zwei Zweige angeboten: Informatik und Medizininformatik.

Davor wurde nach dem Lehrplan EDV und Organisation unterrichtet, welcher allerdings ab dem Schuljahr 2011/2012 durch den aktuelleren Lehrplan Informatik ersetzt wurde.
Pro Schuljahr werden drei bis zwei Informatikklassen aufgenommen und eine Medizinklasse.

## Leitung
- bis 2024 Barbara Egger
- seit 2024 Torsten Welsch